# Antidesma catanduanense
Antidesma catanduanense är en emblikaväxtart som beskrevs av Elmer Drew Merrill. Antidesma catanduanense ingår i släktet Antidesma och familjen emblikaväxter. Inga underarter finns listade i Catalogue of Life.